# Brahmina pumila
Brahmina pumila är en skalbaggsart som beskrevs av Sharp 1881. Brahmina pumila ingår i släktet Brahmina och familjen Melolonthidae. Inga underarter finns listade.